# Centro Olímpico de Tenis (Atenas)
El Centro Olímpico de Tenis (griego: Ολυμπιακό Κέντρο Αντισφαίρισης Αθήνας), es un complejo de 16 canchas de tenis dentro del Complejo Olímpico de Deportes de Atenas en Marusi, Grecia. Fue sede de las confrontaciones de tenis en singles y dobles de los Juegos Olímpicos de 2004.
Creado en 1990 en un área de 66 acres, fue completamente reconstruido para las Juegos Olímpicos de 2004, terminada su construcción en febrero de 2004,  y abierto oficialmente el 2 de agosto de 2004.

## Especificaciones

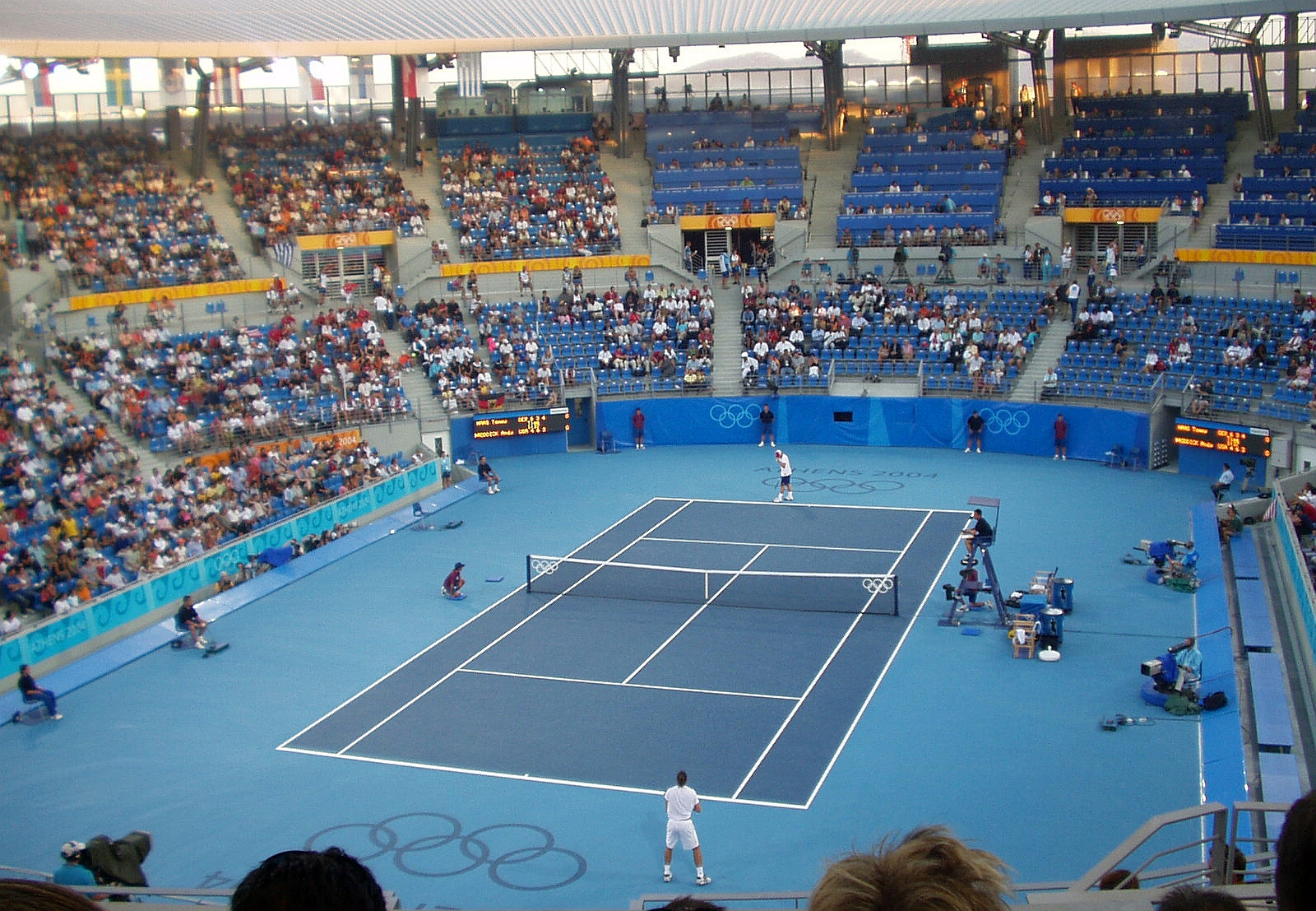
En la cancha central, Tommy Haas frente a Andy Roddick en Atenas 2004.

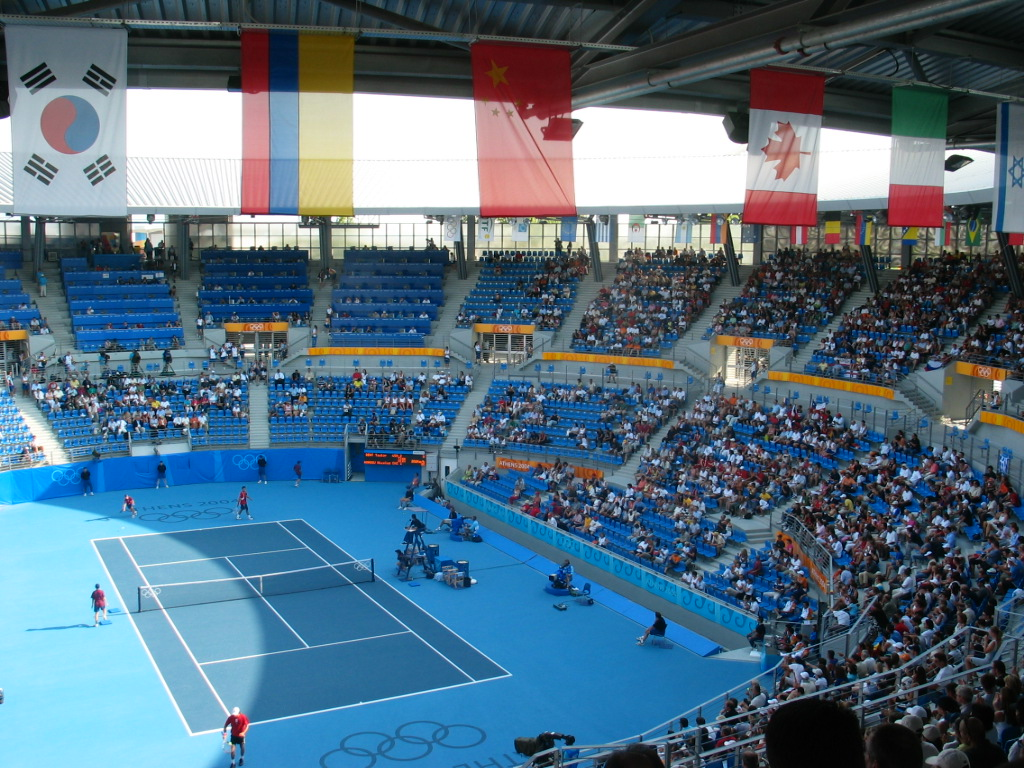
El la cancha central, Taylor Dent frente a Nicolás Massú en Atenas 2004.

El centro consta de un estadio principal, el Court central con capacidad para 8600 aficionados, aunque sólo 6000 asientos estaban a disposición del público durante los Juegos Olímpicos, dos canchas de semifinales para 4300 espectadores, aunque sólo 3200 asientos estaban a disposición del público durante los Juegos Olímpicos, y trece canchas laterales con 200 asientos cada una.
Cada una de las canchas utilizan superficie dura (DecoTurf), la misma superficie del Abierto de Estados Unidos. La cancha Central, en particular, era muy grande para los estándares de las grandes competiciones de tenis, con los asientos relativamente alejados de la cancha de tenis.